# Zekarias Yohannes
Zekarias Yohannes, né le 13 mai 1925 à Adigenú et mort le 1er décembre 2016 à Asmara, est un prélat érythréen de l'Église catholique éthiopienne.

## Biographie
Zekarias Yohannes est né le 13 mai 1925, à Adigenú, dans l'empire d'Éthiopie, aujourd'hui en Érythrée.
Il est ordonné prêtre, le 2 juin 1949, à Asmara.
Il est nommé éparque auxiliaire d'Asmara ainsi, qu'en cette qualité, éparque titulaire de Barca (de), en Libye, le 29 janvier 1981, et reçoit la consécration épiscopale de Mgr Paulos Tzadua, archéparque d'Addis-Abeba, le 6 juin 1981.
Il est nommé éparque d'Asmara, le 17 juillet 1984 charge qu'il conserve jusqu'au  25 juin 2001. Il porte alors le titre d'Éparque émérite d'Asmara.